# Campioni italiani assoluti di atletica leggera - Lancio del giavellotto maschile
Questa pagina raccoglie un elenco di tutti i campioni italiani dell'atletica leggera lancio del giavellotto.
Questa specialità fu introdotta nel programma gare dei campionati italiani di atletica leggera nel 1913 e da allora continua ad essere praticata all'interno della competizione. Nel 1986 la federazione internazionale decise di portare il baricentro dell'attrezzo utilizzato dagli uomini più in avanti per limitarne la parabola (con il precedente erano stati superati i 100 metri, precisamente 104,80 metri da parte del tedesco orientale Uwe Hohn).
Le prestazioni indicate in corsivo fanno riferimento al vecchio attrezzo.

## Albo d'oro
| Anno      | Atleta (società)                                            | Prestazione            |
| --------- | ----------------------------------------------------------- | ---------------------- |
| 1913/1920 | n/d                                                         | n/d                    |
| 1921      | Carlo Clemente Polisportiva Torres Sassari                  | 51,96 m                |
| 1922      | Carlo Clemente Polisportiva Torres Sassari                  | 55,70 m                |
| 1923      | Carlo Clemente Polisportiva Torres Sassari                  | 53,39 m                |
| 1924      | Carlo Clemente Polisportiva Torres Sassari                  | 55,50 m                |
| 1925      | Giuseppe Palmieri Virtus Atletica Bologna                   | 52,55 m                |
| 1926      | Antonio Capecchi ?                                          | 53,30 m                |
| 1927      | Antonio Capecchi ?                                          | 55,58 m                |
| 1928      | Alberto Dominutti Fondazione Bentegodi Verona               | 55,20 m                |
| 1929      | Giuseppe Palmieri Virtus Atletica Bologna                   | 56,88 m                |
| 1930      | Alberto Dominutti Fondazione Bentegodi Verona               | 56,80 m                |
| 1931      | Alberto Dominutti Fondazione Bentegodi Verona               | 16 p.                  |
| 1932      | Mario Agosti ?                                              | 59,35 m                |
| 1933      | Luigi Spazzali ?                                            | 57,27 m                |
| 1934      | Bruno Testa ?                                               | 60,19 m                |
| 1935      | Mario Agosti ?                                              | 58,85 m                |
| 1936      | Mario Agosti ?                                              | 63,06 m                |
| 1937      | Bruno Testa ?                                               | 63,12 m                |
| 1938      | Bruno Testa ?                                               | 61,25 m                |
| 1939      | Raffaele Drei ?                                             | 57,72 m                |
| 1940      | Bruno Rossi ?                                               | 60,64 m                |
| 1941      | Bruno Rossi ?                                               | 62,33 m                |
| 1942      | Amos Matteucci ?                                            | 57,88 m                |
| 1943      | Raffaele Drei ?                                             | 57,90 m                |
| 1944      | Edizione non disputata                                      | Edizione non disputata |
| 1945      | Amos Matteucci ?                                            | 56,60 m                |
| 1946      | Amos Matteucci ?                                            | 62,24 m                |
| 1947      | Bruno Rossi ?                                               | 59,65 m                |
| 1948      | Amos Matteucci ?                                            | 64,78 m                |
| 1949      | Amos Matteucci ?                                            | 61,18 m                |
| 1950      | Amos Matteucci ?                                            | 63,17 m                |
| 1951      | Amos Matteucci ?                                            | 63,32 m                |
| 1952      | Amos Matteucci ?                                            | 62,29 m                |
| 1953      | Gianluigi Farina Associazione Amatori Atletica              | 60,19 m                |
| 1954      | Francesco Ziggiotti ?                                       | 66,61 m                |
| 1955      | Raffaele Bonaiuto ?                                         | 64,65 m                |
| 1956      | Giovanni Lievore Gruppo Sportivo Fiamme Oro                 | 73,76 m                |
| 1957      | Carlo Lievore Gruppo Sportivo Fiamme Oro                    | 74,00 m                |
| 1958      | Giovanni Lievore Gruppo Sportivo Fiamme Oro                 | 74,94 m                |
| 1959      | Carlo Lievore Gruppo Sportivo Fiamme Oro                    | 75,14 m                |
| 1960      | Carlo Lievore Gruppo Sportivo Fiamme Oro                    | 76,21 m                |
| 1961      | Carlo Lievore Gruppo Sportivo Fiat Torino                   | 75,48 m                |
| 1962      | Franco Radman ?                                             | 76,79 m                |
| 1963      | Vanni Rodeghiero ?                                          | 69,57 m                |
| 1964      | Carlo Lievore Gruppo Sportivo Fiat Torino                   | 76,71 m                |
| 1965      | Vanni Rodeghiero ?                                          | 78,46 m                |
| 1966      | Vanni Rodeghiero ?                                          | 76,68 m                |
| 1967      | Franco Radman ?                                             | 75,12 m                |
| 1968      | Vanni Rodeghiero ?                                          | 73,34 m                |
| 1969      | Carlo Lievore Gruppo Sportivo Fiat Torino                   | 80,80 m                |
| 1970      | Renzo Cramerotti ALCO Atletica Rieti                        | 79,78 m                |
| 1971      | Renzo Cramerotti ALCO Atletica Rieti                        | 80,80 m                |
| 1972      | Renzo Cramerotti ALCO Atletica Rieti                        | 80,64 m                |
| 1973      | Renzo Cramerotti ALCO Atletica Rieti                        | 73,88 m                |
| 1974      | Vanni Rodeghiero ?                                          | 74,10 m                |
| 1975      | Renzo Cramerotti ALCO Atletica Rieti                        | 76,88 m                |
| 1976      | Renzo Cramerotti ALCO Atletica Rieti                        | 72,68 m                |
| 1977      | Renzo Cramerotti ALCO Atletica Rieti                        | 73,80 m                |
| 1978      | Vanni Rodeghiero ?                                          | 73,50 m                |
| 1979      | Vincenzo Marchetti Atletica Cuneo                           | 77,04 m                |
| 1980      | Vanni Rodeghiero ?                                          | 73,66 m                |
| 1981      | Agostino Ghesini Pro Patria Pierrel                         | 79,66 m                |
| 1982      | Agostino Ghesini Pro Patria Pierrel                         | 79,22 m                |
| 1983      | Agostino Ghesini Pro Patria Pierrel                         | 82,98 m                |
| 1984      | Agostino Ghesini Pro Patria Pierrel                         | 76,84 m                |
| 1985      | Fabio Michielon ?                                           | 76,66 m                |
| 1986      | Agostino Ghesini Pro Patria Pierrel                         | 74,92 m                |
| 1987      | Fabio De Gaspari Gruppo Sportivo Fiamme Oro                 | 73,80 m                |
| 1988      | Fabio De Gaspari Gruppo Sportivo Fiamme Oro                 | 71,90 m                |
| 1989      | Fabio De Gaspari Gruppo Sportivo Fiamme Oro                 | 79,30 m                |
| 1990      | Fabio De Gaspari Gruppo Sportivo Fiamme Oro                 | 75,42 m                |
| 1991      | Fabio De Gaspari Gruppo Sportivo Fiamme Oro                 | 75,00 m                |
| 1992      | Fabio De Gaspari Gruppo Sportivo Fiamme Oro                 | 77,52 m                |
| 1993      | Fabio De Gaspari Gruppo Sportivo Fiamme Oro                 | 79,02 m                |
| 1994      | Carlo Sonego Gruppi Sportivi Fiamme Gialle                  | 73,04 m                |
| 1995      | Giuseppe Ivan Soffiato Gruppo Sportivo Fiamme Azzurre       | 73,96 m                |
| 1996      | Fabio De Gaspari Gruppo Sportivo Fiamme Oro                 | 75,80 m                |
| 1997      | Fabio De Gaspari Gruppo Sportivo Fiamme Oro                 | 74,22 m                |
| 1998      | Armin Kerer Gruppi Sportivi Fiamme Gialle                   | 75,47 m                |
| 1999      | Carlo Sonego Gruppi Sportivi Fiamme Gialle                  | 76,79 m                |
| 2000      | Armin Kerer Gruppi Sportivi Fiamme Gialle                   | 75,86 m                |
| 2001      | Alberto Desiderio ?                                         | 78,01 m                |
| 2002      | Paolo Valt Centro Sportivo Carabinieri                      | 72,28 m                |
| 2003      | Francesco Pignata Gruppi Sportivi Fiamme Gialle             | 76,71 m                |
| 2004      | Francesco Pignata Gruppi Sportivi Fiamme Gialle             | 79,34 m                |
| 2005      | Francesco Pignata Gruppi Sportivi Fiamme Gialle             | 78,36 m                |
| 2006      | Francesco Pignata Gruppi Sportivi Fiamme Gialle             | 74,67 m                |
| 2007      | Daniele Crivellaro Centro Sportivo Aeronautica Militare     | 72,30 m                |
| 2008      | Roberto Bertolini Gruppo Sportivo Fiamme Oro                | 75,66 m                |
| 2009      | Roberto Bertolini Gruppo Sportivo Fiamme Oro                | 72,45 m                |
| 2010      | Roberto Bertolini Gruppo Sportivo Fiamme Oro                | 73,79 m                |
| 2011      | Leonardo Gottardo Centro Sportivo Aeronautica Militare      | 75,15 m                |
| 2012      | Giacomo Puccini Atletica Riccardi                           | 76,42 m                |
| 2013      | Norbert Bonvecchio Atletica Trento                          | 75,36 m                |
| 2014      | Norbert Bonvecchio Atletica Trento                          | 78,96 m                |
| 2015      | Roberto Bertolini Gruppo Sportivo Fiamme Oro                | 79,32 m                |
| 2016      | Norbert Bonvecchio Atletica Trento                          | 78,85 m                |
| 2017      | Mauro Fraresso Gruppi Sportivi Fiamme Gialle                | 77,36 m                |
| 2018      | Mauro Fraresso Gruppi Sportivi Fiamme Gialle                | 76,16 m                |
| 2019      | Mauro Fraresso Gruppi Sportivi Fiamme Gialle                | 75,54 m                |
| 2020      | Norbert Bonvecchio Atletica Trento                          | 74,64 m                |
| 2021      | Roberto Orlando Atletica Virtus Lucca                       | 80,35 m                |
| 2022      | Roberto Orlando Centro Sportivo Aeronautica Militare        | 75,14 m                |
| 2023      | Roberto Orlando Centro Sportivo Aeronautica Militare        | 76,53 m                |
| 2024      | Giovanni Frattini Associazione Sportiva La Fratellanza 1874 | 75,40 m                |
| 2025      | Giovanni Frattini Centro Sportivo Carabinieri               | 74,87 m                |